# Theodor Sehmer (Unternehmer, 1885)
Theodor Sehmer (* 2. Juni 1885 in St. Johann (Saarbrücken); † 15. März 1979 in Tegernsee) war ein deutscher Maschinenbauingenieur, Manager und Kunstsammler.

## Leben

### Herkunft und Familie
Theodor Sehmer war der Sohn des Kaufmanns und Firmengründers Theodor Sehmer und dessen Ehefrau Marie Schües (1852–1907) und wuchs mit seinen Brüdern Eduard (1874–1945) und Paul Theodor (1875–1885) auf, die später ebenso im elterlichen Unternehmen tätig waren. Seine Schwester Auguste Marie Elisabeth (* 1880) starb fünfjährig. 1921 heiratete er Elsa Baumann. Aus der Ehe gingen zwei Söhne, beide im Krieg gefallen, und die Tochter Maria-Gabriele (1925–2003) hervor. Sie war Ärztin und Verfasserin der „Die entzündlichen Erkrankungen der Lunge im Röntgenbild“ und zuletzt in der väterlichen Privatklinik in Tegernsee tätig.

### Unternehmerisches Wirken
Nach dem Abitur studierte er zunächst Maschinenbau an der Technischen Hochschule Berlin-Charlottenburg. Dieses Studium unterbrach er mehrfach, um im väterlichen Betrieb praktisch zu arbeiten. Er wechselte zum Studium der Volkswirtschaft und Philosophie  an die Christian-Albrechts-Universität zu Kiel
und wurde dort 1910 von Professor Bernhard Harms mit der Dissertation Die Eisenerzversorgung Europas zum Dr. phil. promoviert. Nach dem Militärdienst als Einjährig-Freiwilliger kam er im März 1912 als wissenschaftlicher Mitarbeiter zum bayerischen Industriellenverband und wurde 1918 dessen stellvertretender Geschäftsführer. Von 1920 an war er als Syndikus für acht bayerische Industrieverbände tätig, bis er 1921 in den Vorstand der „Industrie-Unternehmungen AG – Berlin“ berufen. Diese Gesellschaft befasste sich als Holding in- und ausländischer Firmen für röntgen- und elektromedizinische Produkte, die sich mehrheitlich im Besitz der Reiniger, Gebbert & Schall befanden. Als dieses Unternehmen in finanzielle Schieflage geriet und der Konkurs drohte, war Sehmer maßgeblich an der Fusion mit der Firma Siemens & Halske, die Aktien der RGS zu einem Kurs von 200 % übernahm.
So wurde Sehmer 1925 Vorstandsmitglied der Siemens-Reiniger-Veifa GmbH (ab 1932 Siemens-Reiniger-Werke AG).
Sehmer verantwortete als Vertriebs- und kaufmännischer Leiter den Ausbau der internationalen Vertriebsorganisation, während sein Vorstandskollege Max Anderlohr  (1884–1961) die technische Leitung am Produktionsstandort Erlangen übernahm
Nach dem Zweiten Weltkrieg lag seine Hauptaufgabe im Wiederaufbau der in- und ausländischen Organisationsstruktur der Siemens-Reiniger-Werke AG.
Von 1946 bis 1979 war er Leiter der Fachabteilung Elektromedizin  im Zentralverband der Elektrotechnischen Industrie, deren Ehrenpräsident er wurde.
1953 ging Sehmer in Pension, war aber noch bis 1959 Aufsichtsratsmitglied der Siemens-Reiniger-Werke AG.
Er kaufte den Westerhof, ehemals größter Klosterhof des Klosters Tegernsee
im Tegernseer Tal, und baute die Immobilie zu einer Privatklinik und einem Sanatorium aus. 1955 nahm die Einrichtung, die noch heute besteht, ihren Betrieb auf.
Sehmer widmete sich der Sammlung von orientalischen Fliesen und Keramik, die er 1970 mit dem eigens gegründeten „Museum für Fliesen und islamische Keramik“ der Öffentlichkeit zugänglich machte. 2004 wurde das Inventar, das eine der bedeutendsten europäischen Sammlungen islamischer Fliesen- und Keramikkunst darstellte, versteigert.

### Publikationen
- 1913 Die Wirtschaft; friedliche Arbeiterbewegung im Mitteilungsblatt des Bayerischen Industrieverbandes
- 1973 Das Geheimnis d. Gabriels-Kapelle zu Salzburg: ein einmaliges harmonisches Nebeneinander der klassischen italienischen Renaissance und ebenso reiner islamischer Fliesenkunst
- 1978 Haben wir noch einen sozialen Staat? (staatswissenschaftliche Untersuchung)

### Auszeichnungen
- 1953 Ehrenpräsident des Wirtschaftswissenschaftlichen Clubs am Institut für Weltwirtschaft der Universität Kiel[3]
- 1953 Großes Bundesverdienstkreuz
- 1953 Finnischer Olympia-Orden II. Klasse
- 1963 Bayerischer Verdienstorden

### Trivia
1965 hielten sich Bundeskanzler Ludwig Erhard und der damilige Bundesaußenminister Gerhard Schröder  in dem Sanatorium Westerhof auf. Schröder beschwerte sich bei Sehmer darüber, dass durch Indiskretionen des Personals Details aus seinem Privatleben an die Öffentlichkeit gelangt seien und in einem Artikel in der »Tegernseer Zeitung« Niederschlag gefunden hätten. Der Spiegel berichtete in seiner Ausgabe vom 20. April 1965 über diese Begebenheit.